# Jaroslav Hájek (voják)
Jaroslav Hájek (20. března 1915 Jaroměřice nad Rokytnou – 23. září 1995) byl český voják a pilot.

## Biografie
Jaroslav Hájek se narodil v roce 1915 v Jaroměřicích nad Rokytnou. V září roku 1939 odešel do Polska, následně se pak přesunul do Francie, kde vstoupil do cizinecké legie. Sloužil jako vojenský pilot. Po začátku bojů o Francii začal létat na bombardéru, nicméně byl nucen odejít poté, co Francie před německou armádou kapitulovala. Odešel do Velké Británie, kde vstoupil do 311. československé bombardovací peruti. Ve Velké Británii působil až do konce roku 1944, následně pak od ledna roku 1945 létal v dopravní peruti.
Po skončení druhé světové války pracoval jako dopravní pilot v Československých aeroliniích. V roce 1948 bylo letadlo, ve kterém letěl jako první pilot uneseno a pod pohrůžkou zabití střelnou zbraní byl donucen opustit místo pilota. Letadlo přistálo v Mnichově. Jaroslav Hájek se vrátil zpět do Československa. Byl však propuštěn a odsouzen na 10 let odnětí svobody, z vězení pak byl propuštěn už po krátké době. Následně pracoval v neodborných profesích. V roce 1961 pak byl rehabilitován a mohl znovu pracovat v ČSA, kde pracoval až do důchodu.
Získal 4× Československý válečný kříž, medaili Za chrabrost, pamětní medaili a další anglické vyznamenání.

## Vyznamenání
- Československá medaile Za chrabrost před nepřítelem  1941
- Československý válečný kříž 1939  1941
- Československý válečný kříž 1939  1942
- Československá medaile za zásluhy   1943